# Wimpassing an der Leitha
Wimpassing an der Leitha é um município da Áustria localizado no distrito de Eisenstadt-Umgebung, no estado de Burgenland.